# Üss vagy fuss!
Az Üss vagy fuss! (eredeti cím: Hit and Run) 2012-ben bemutatott amerikai akció-vígjáték, melyet Dax Shepard forgatókönyvéből David Palmer és Shepard rendezett. A főszerepben Shepard, Kristen Bell, Kristin Chenoweth, Tom Arnold és Bradley Cooper látható.
2012. augusztus 22-én mutatták be az Amerikai Egyesült Államokban. Magyarországon szeptember 20-án került mozikba a Big Bang Media forgalmazásában.

## Cselekmény
Charlie Bronson (Dax Shepard) a Tanúvédelmi Program részese, a kaliforniai Miltonban él, egy inkompetens U.S. Marshal, Randy Anderson (Tom Arnold) felügyelete alatt. Charlie barátnője, Annie Bean (Kristen Bell) professzor, aki az erőszakmentes konfliktusmegoldásból szerzett doktori fokozatot. Annie felettese, Debby Kreeger (Kristin Chenoweth) azt mondja neki, hogy kirúgja, ha nem megy el egy állásinterjúra a Kaliforniai Egyetemre Los Angelesben.
Charlie, akinek biztonsági okokból nem szabad visszatérnie Los Angelesbe, mióta bevették a tanúvédelmi programba, ragaszkodik hozzá, hogy Annie nélküle menjen el az interjúra. Ehelyett Annie visszatér a munkahelyére, könyörög, hogy megtarthassa az állását, de Charlie később felveszi őt a felturbózott, felújított Lincoln Continental-jával, hogy elvigye az interjúra.
Annie volt barátja, Gil Rathbinn (Michael Rosenbaum), aki azt hiszi, hogy Charlie gyilkos bűnözőként van a tanúvédelmi programban, arra biztatja, hogy ne menjen el; Annie azonban nem hagyja magát, és Charlie-val megy. Gil testvére, Terry rendőr, és észreveszi, hogy Charlie járműve a „Yul Clint Perrkins” névre van bejegyezve – ami Charlie valódi neve. Gil később rájön, hogy Charlie egy „helyszínről menekülő sofőr” lehet, aki egy korábbi sikertelen ügyben tanúskodott bankrabló társai ellen. Gil megüzeni az egyik vádlottnak, Alexander Dmitrinek (Bradley Cooper) a Facebook-on, hogy tudja, hol van Yul Perrkins.
Randy üldözőbe veszi Charlie-t, amint az Los Angeles felé halad. Charlie és Annie szembeszállnak az őket követő Gillel, és Charlie Annie nyomására megpróbálja erőszakmentesen megoldani a helyzetet. Gil nem hatódik meg, és elárulja, hogy ismeri Charlie valódi nevét, és hogy ő Alex Dmitri „Facebook-barátja”. Charlie és Annie elmenekülnek, közben Randyt leszorítják az útról.
Alex meglátja Gil üzenetét, és értesíti bankrabló társait, Neve-et (Joy Bryant) és Alant (Ryan Hansen), hogy keressék meg Gilt.
Miközben Annie és Charlie megállnak tankolni, a Continental motorját megcsodálja egy Sanders (David Koechner) nevű texasi alak. Követi őket egy motelbe, és reggel felfedezik, hogy az autóból a motort ellopták.
Terry homoszexuális. Van egy mobilalkalmazása, amellyel a meleg kapcsolatokat követni tudja. Amikor Terry megállítja a gyorshajtó Randy-t, Randy neve felbukkan az app kijelzőjén. Gil rájuk támad, de Charlie kiüti, és rájön, hogy Alex csapata követi őket.
Charlie a parkolóban leolvassa egy Chevrolet Corvette alvázszámát, és korábbi szakmája eszközeivel lemásolja a kulcs nélküli indító eszközt; ő és Annie elmenekülnek a Corvette-ben, Gil, Alex bandája és Randy pedig üldözőbe veszi őket.
Annie és Charlie összevesznek Charlie múltján, végül Charlie elárulja, hogy 13 bankrablásnál ő volt a „menekülő sofőr”, és eljegyezte Neve-et.
Miután elmenekültek üldözőik elől, Annie szembesíti Charlie-t, amiért hazudott neki, és nélküle folytatja útját.
Gil felajánlja, hogy elviszi a lányt az út hátralévő részén, de Alex letéríti őket az útról,  túszul ejti Annie-t, és felhívja Charlie-t, hogy találkozzanak egy közeli étkezdében. Ott Alex pénzt követel Annie-ért cserébe; Charlie árulásán vitatkoznak, amit Alex félbeszakít, amikor elárulja, hogy a börtönben megerőszakolták, és ezért Charlie-t hibáztatja. Charlie beleegyezik, hogy elviszi Alexet az elhidegült apja, Clint (Beau Bridges) otthonában elrejtett pénzraktárához; útközben felhívja Randyt, aki most Terry társaságában van – aki vonzódik Randyhez – és Randy társát, Angela Roth-ot, az apja címével. Útközben felveszik Gilt.
Clint házában Charlie és apja kibékülnek, közben előveszik a pénzzel teli táskát. Az apja megemlíti az 1-es osztályú terepjáró versenyautóját, és közben megtámadja Alex csapatát, így Charlie és Annie el tud menekül a terepjáróval, éppen akkor, amikor Gil, Randy, Terry és Angela megérkezik.
Randynek sikerül lelőnie Alexet, és letartóztatja a tolvajokat. Két másik rendőrbíró (Jason Bateman és Nate Tuck) őrizetbe veszi Alex csapatát, és megdicséri Randy és Terry munkáját.
Charlie és Annie kibékülnek, és időben megérkeznek Annie interjújára; Charlie felajánlja, hogy élete hátralévő részét Annie-vel tölti, aki elfogadja.
Néhány hónappal később Randy és Terry, akik most már romantikus kapcsolatban vannak egymással, leteszik a rendőrbírói vizsgát.
Később látható Annie interjúja Sandy Osterman professzorral (Sean Hayes). Megzavarja őt kannabisz égetés közben az irodájában, és meglepődik, hogy ő férfi és nem nő, ahogy Debby leírta. Osterman elárulja, hogy Debby a húga. Annie szimpatizál vele, amivel elnyeri a férfi jóváhagyását és egy azonnali állásajánlatot, amit el is fogad.

## Szereplők
| Szerep                               | Színész           | Magyar hang         |
| ------------------------------------ | ----------------- | ------------------- |
| Annie Bean                           | Kristen Bell      | Vadász Bea          |
| Charlie Bronson / Yul Perrkins       | Dax Shepard       | Szabó Máté          |
| Randy Anderson amerikai marsal       | Tom Arnold        | Kerekes József      |
| Debby Kreeger                        | Kristin Chenoweth | Kiss Virág Magdolna |
| Gil Rathbinn                         | Michael Rosenbaum | Papp Dániel         |
| Terry Rathbinn                       | Jess Rowland      | Szatory Dávid       |
| Férfi fagyival                       | Steve Agee        | Törköly Levente     |
| Alex Dimitri                         | Bradley Cooper    | Anger Zsolt         |
| Neve Tatum                           | Joy Bryant        | Földes Eszter       |
| Sanders                              | David Koechner    | Kardos Róbert       |
| Allen                                | Ryan Hansen       | Hamvas Dániel       |
| Clint Perrkins, Charlie Bronson apja | Beau Bridges      | Varga T. József     |
| Keith Yert amerikai marsal           | Jason Bateman     | Makranczi Zalán     |
| Sandy Osterman                       | Sean Hayes        | Vári Attila         |

## Megjelenés
Az Open Road forgalmazásával a filmet 2012. augusztus 22-én mutatták be a mozikban. Az első hivatalos előzetes 2012. május 16-án jelent meg.

## Számlista
A filmzene a kereskedelemben Hit and Run (Original Motion Picture Soundtrack) címen jelent meg 2012. augusztus 21-én.
| Üss vagy fuss! (Original Motion Picture Soundtrack) | Üss vagy fuss! (Original Motion Picture Soundtrack) | Üss vagy fuss! (Original Motion Picture Soundtrack) | Üss vagy fuss! (Original Motion Picture Soundtrack) | Üss vagy fuss! (Original Motion Picture Soundtrack) | Üss vagy fuss! (Original Motion Picture Soundtrack) | Üss vagy fuss! (Original Motion Picture Soundtrack) | Üss vagy fuss! (Original Motion Picture Soundtrack) | Üss vagy fuss! (Original Motion Picture Soundtrack) | Üss vagy fuss! (Original Motion Picture Soundtrack) |
| #                                                   | Cím                                                 | Artist                                              | Hossz                                               |                                                     |                                                     |                                                     |                                                     |                                                     |                                                     |
| --------------------------------------------------- | --------------------------------------------------- | --------------------------------------------------- | --------------------------------------------------- | --------------------------------------------------- | --------------------------------------------------- | --------------------------------------------------- | --------------------------------------------------- | --------------------------------------------------- | --------------------------------------------------- |
| 1.                                                  | Fever                                               | Ishmael Jingo                                       | 6:41                                                |                                                     |                                                     |                                                     |                                                     |                                                     |                                                     |
| 2.                                                  | You'll Never Find Another Love Like Me              | Glitter Ball                                        | 3:28                                                |                                                     |                                                     |                                                     |                                                     |                                                     |                                                     |
| 3.                                                  | Pure Imagination                                    | Lou Rawls                                           | 3:41                                                |                                                     |                                                     |                                                     |                                                     |                                                     |                                                     |
| 4.                                                  | Funky 16 Corners                                    | Highlighters                                        | 5:18                                                |                                                     |                                                     |                                                     |                                                     |                                                     |                                                     |
| 5.                                                  | Waltz of Hate                                       | Bob Mervak                                          | 2:48                                                |                                                     |                                                     |                                                     |                                                     |                                                     |                                                     |
| 6.                                                  | Summer Madness                                      | Kool & the Gang                                     | 4:17                                                |                                                     |                                                     |                                                     |                                                     |                                                     |                                                     |
| 7.                                                  | You Feel Like Home                                  | Bob & Iz                                            | 2:53                                                |                                                     |                                                     |                                                     |                                                     |                                                     |                                                     |
| 8.                                                  | Let it Whip                                         | Dazz Band                                           | 4:45                                                |                                                     |                                                     |                                                     |                                                     |                                                     |                                                     |
| 9.                                                  | Knockin' On Heaven's Door                           | Bob Mervak                                          | 2:27                                                |                                                     |                                                     |                                                     |                                                     |                                                     |                                                     |
| 10.                                                 | Over the Hill                                       | John Martyn                                         | 2:52                                                |                                                     |                                                     |                                                     |                                                     |                                                     |                                                     |
| 11.                                                 | Last Train                                          | Allen Toussaint                                     | 2:59                                                |                                                     |                                                     |                                                     |                                                     |                                                     |                                                     |
| 12.                                                 | Let My Love Open the Door                           | Pete Townshend                                      | 2:43                                                |                                                     |                                                     |                                                     |                                                     |                                                     |                                                     |
| 44:52                                               |                                                     |                                                     |                                                     |                                                     |                                                     |                                                     |                                                     |                                                     |                                                     |

## Háttérinformációk
- A Dax Shepard által használt autó egy 1967-es Lincoln Continental, amelynek tulajdonosa maga Dax Shepard.
- Bradley Cooper autója egy Cadillac CTS-V Wagon, 6,2 literes V8-as motorral, amely 564 lóerős, maximális nyomatéka 76,1 kgm.
- A Michael Rosenbaum által vezetett autó egy Pontiac Solstice Roadster.

## Fordítás
- Ez a szócikk részben vagy egészben  a   Hit and Run (2012 film) című angol Wikipédia-szócikk fordításán alapul.  Az eredeti cikk szerkesztőit annak laptörténete sorolja fel. Ez a jelzés csupán a megfogalmazás eredetét és a szerzői jogokat jelzi, nem szolgál a cikkben szereplő információk forrásmegjelöléseként.
- Ez a szócikk részben vagy egészben  a   Hit and Run (film 2012) című olasz Wikipédia-szócikk fordításán alapul.  Az eredeti cikk szerkesztőit annak laptörténete sorolja fel. Ez a jelzés csupán a megfogalmazás eredetét és a szerzői jogokat jelzi, nem szolgál a cikkben szereplő információk forrásmegjelöléseként.